# نايف الحويطان
نايف الحويطان(ولد في 9 فبراير 1993 ) لاعب كرة قدم سعودي و يلعب في الوسط مع نادي الكوكب.

## مسيرة اللاعب
لعب في نادي الشرق ونادي الشعلة ونادي عرعر ونادي عفيف ونادي الكوكب.